# Tylecodon rubrovenosus
Tylecodon rubrovenosus ist eine Pflanzenart der Gattung Tylecodon in der Familie der Dickblattgewächse (Crassulaceae).

## Beschreibung
Tylecodon rubrovenosus wächst als wenig verzweigte und aufsteigende Pflanze und wird bis 30 Zentimeter hoch. Es wird ein einzelner Hauptstamm ausgebildet. Die graugrünen Triebe haben an der Basis einen Durchmesser von 4 Zentimetern, weiter oben einen von 2 Zentimetern und werden manchmal nach oben hin dicker. An den Trieben sind kurze und unregelmäßig geformte Phyllopodien vorhanden, die bis 1 Zentimeter hoch werden.  Die graubraune Rinde schält sich an der Basis der Triebe ab. Die linealisch-lanzettlichen und aufsteigenden Blätter stehen an den Triebspitzen gehäuft und können Drüsenhaare besitzen. Sie sind einwärts gebogen, fast stielrund und mit einem deutlichen rötlichen Streifen versehen. Die Blattspreite ist oberseits leicht gefurcht und unterseits konvex ausgebildet.

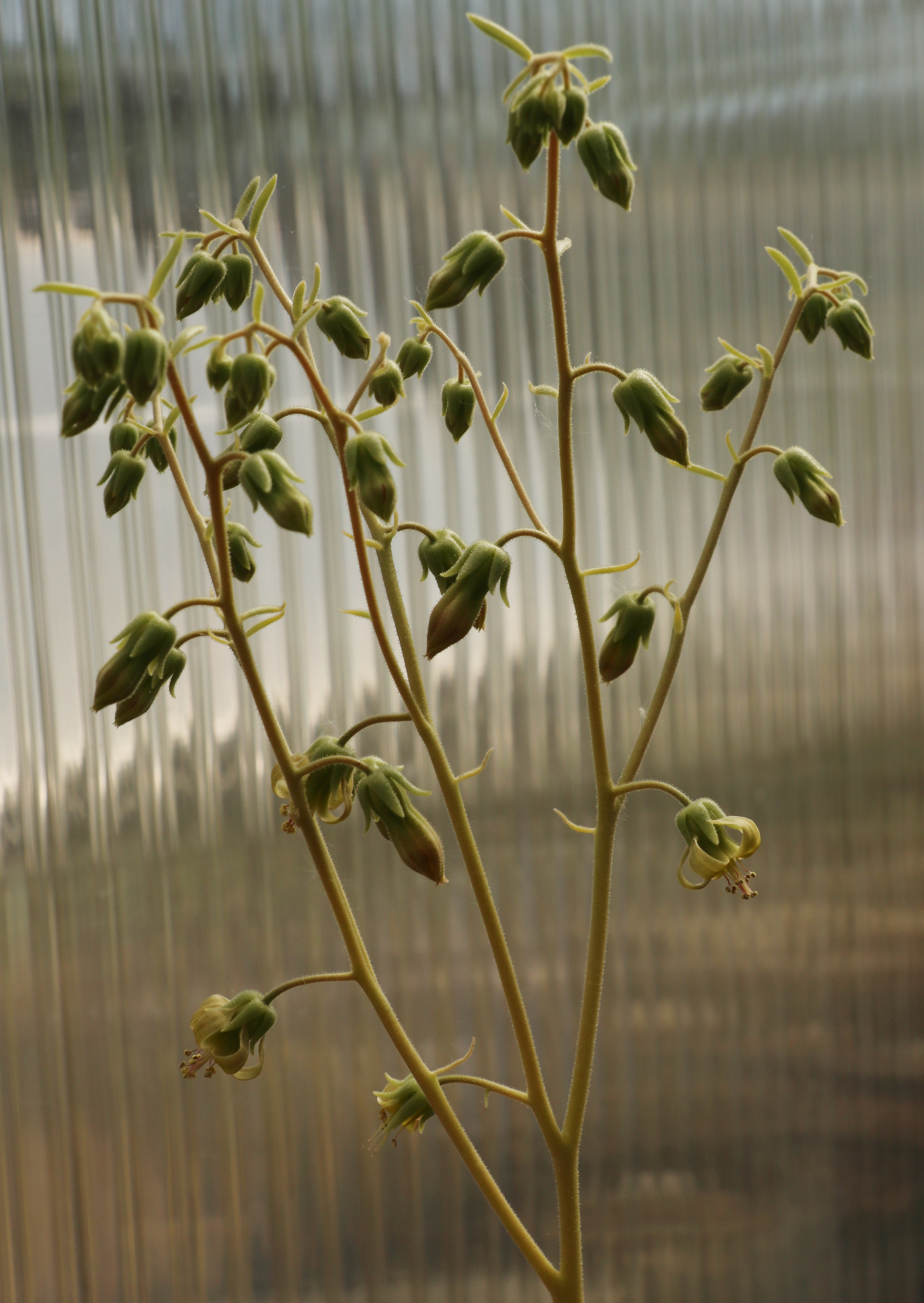
Blütenstand

Der Blütenstand besteht aus bis zu 20 Zentimeter, manchmal auch bis 38 Zentimeter, hohen Thyrsen, die drei bis fünf ausgebreitete Monochasien tragen, an denen die Einzelblüten hängen. Die Kelchblätter werden 6 bis 7 Millimeter lang. Die röhrige Blütenkrone ist gelblich-grün gefärbt und wird 7 bis 15 Millimeter lang. Sie ist drüsig-flaumhaarig behaart und die Zipfel sind ausgebreitet bis zurückgebogen.

## Systematik und Verbreitung
Tylecodon rubrovenosus ist im Süden von Namibia und in Südafrika in der Provinz Nordkap in der Sukkulenten-Karoo und der Nama-Karoo verbreitet. Die Erstbeschreibung erfolgte 1932 als Cotyledon rubrovenosa durch Kurt Dinter. Helmut Richard Tölken stellte die Art 1978 in die Gattung Tylecodon.